# سیستم ۳

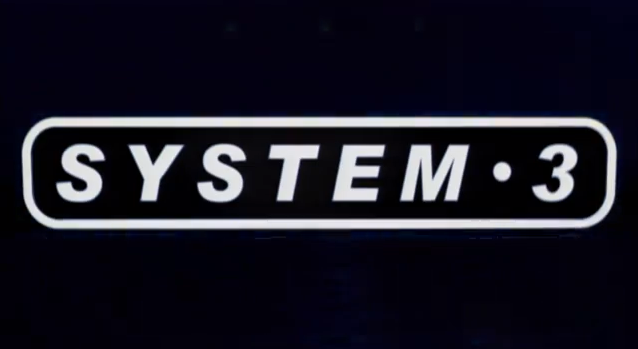
آرم شرکت سیستم ۳

شرکت سیستم ۳ (System 3) یک شرکت ناشر بازی‌های ویدئویی است که در سال ۱۹۸۲ توسط مارک کیل (Mark Cale) در بریتانیا (لندن) تاسیس شد و با عرضه بازی‌های ویدئویی منحصربه‌فرد مانند: The Last Ninja و Karate و ... برای کامپیوترهای Commodore 64-128 پایه‌های صنعت گیم را تشکیل داد. این شرکت همچنان در ساختن بازی‌هایی برای کنسول‌های PS2 و PS3 و PSP و ... و میزهای پین بال (Pin Ball) در حال فعالیت است. شعار این شرکت (گیم پادشاه است). Website:www.system3.com
1. ↑  Contributor, GamesIndustry International (2007-01-12). "System 3 Celebrates Twenty-Five Years As A UK Independent Publisher". GamesIndustry.biz (به انگلیسی). Retrieved 2023-05-11. {{cite web}}: |نام خانوادگی= has generic name (help)